# 니시마쓰이다역
니시마쓰이다역(일본어: 西松井田駅)은 일본 군마현 안나카시에 있는 동일본 여객철도 신에쓰 본선의 철도역이다. 섬식 승강장 1면 2선의 구조를 지닌 지상역이다.

## 타는 곳
| 1 | ■ 신에쓰 본선 | (하행) | 요코카와 방면          |
| 2 | ■ 신에쓰 본선 | (상행) | 안나카 · 다카사키 방면 |

## 이용 현황
| 연도     | 이용 현황 |
| 2000년도 | 385       |
| 2001년도 | 386       |
| 2002년도 | 363       |
| 2003년도 | 369       |
| 2004년도 | 377       |
| 2005년도 | 374       |
| 2006년도 | 349       |
| 2007년도 | 331       |
| 2008년도 | 331       |
| 2009년도 | 334       |
| 2010년도 | 316       |
| -------- | --------- |

## 역 주변
- 안나카 시청 마쓰이다 지소
- 안나카 시 마쓰이다 문화회관

## 인접 정차역
| 동일본 여객철도 신에쓰 본선 | 동일본 여객철도 신에쓰 본선 | 동일본 여객철도 신에쓰 본선 |
| --------------------------- | --------------------------- | --------------------------- |
| 마쓰이다 다카사키 방면      | ■ 신에쓰 본선               | 요코카와 방면               |